# Johannamuseet
Johannamuseet, är ett privat teknikmuseum och allmänt museum vid Sandåkra i närheten av Skurup i Skåne, också benämnt  Minnenas museum. 
Johannamuseet öppnades 1983, då bilverkstadsinnehavaren Manfred Almkvist (1911-1996) gjorde sina samlingar tillgängliga för allmänheten. 
Museet är uppkallat efter "Johanna", en T-Ford från 1914, som Manfred Almqvist köpte 1952 och restaurerade.
En av Europas äldsta elbilar, en Slaby-Beringer från 1919 finns att beskåda. Där finns också tre positiv, varav ett av två i Sverige från slutet av 1800-talet, och en orkestrion gjord av Fritz Wrede i Hannover i Tyskland 1904.

## Bildgalleri

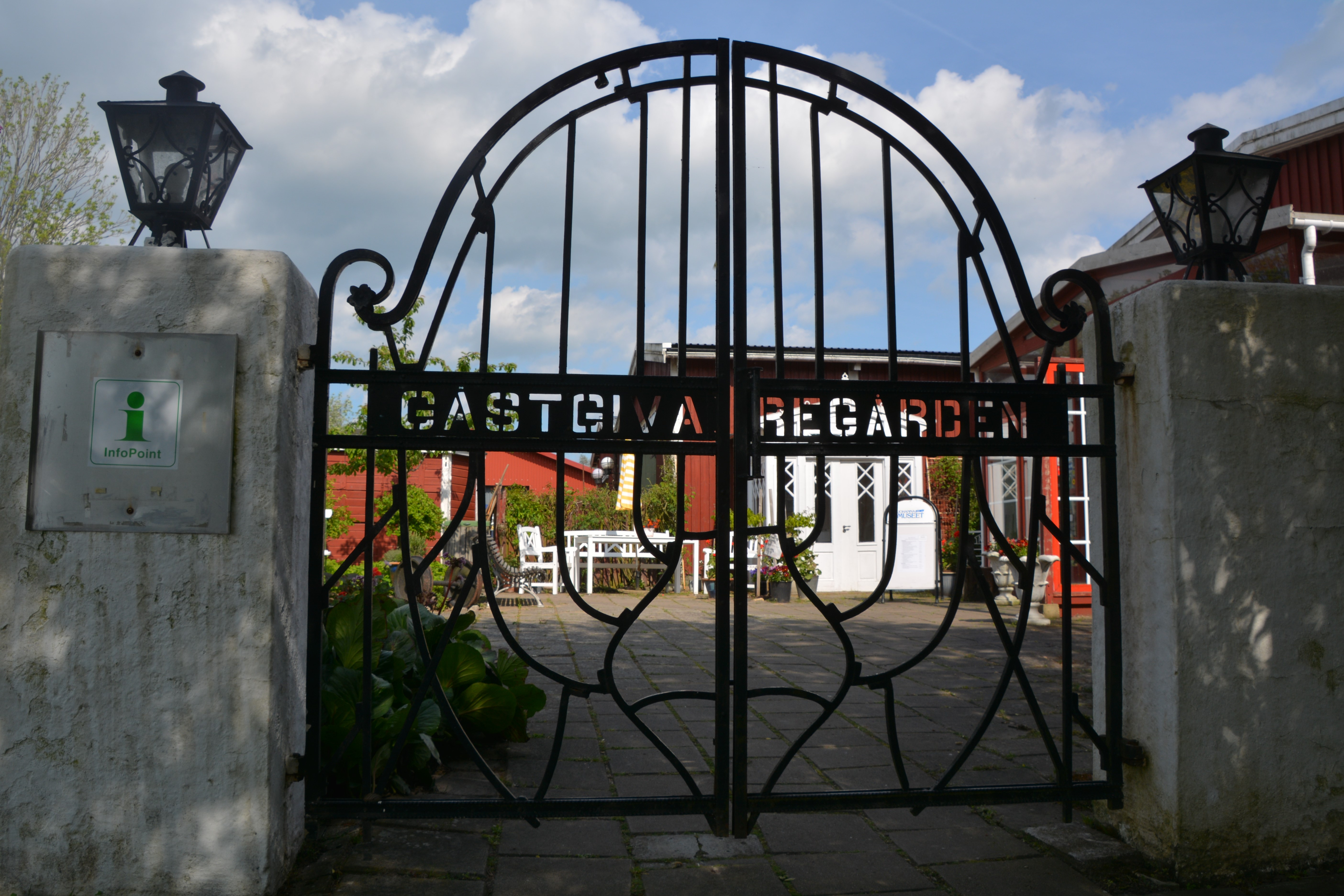
Grindar, ursprungligen från Anderslövs gästgivargård
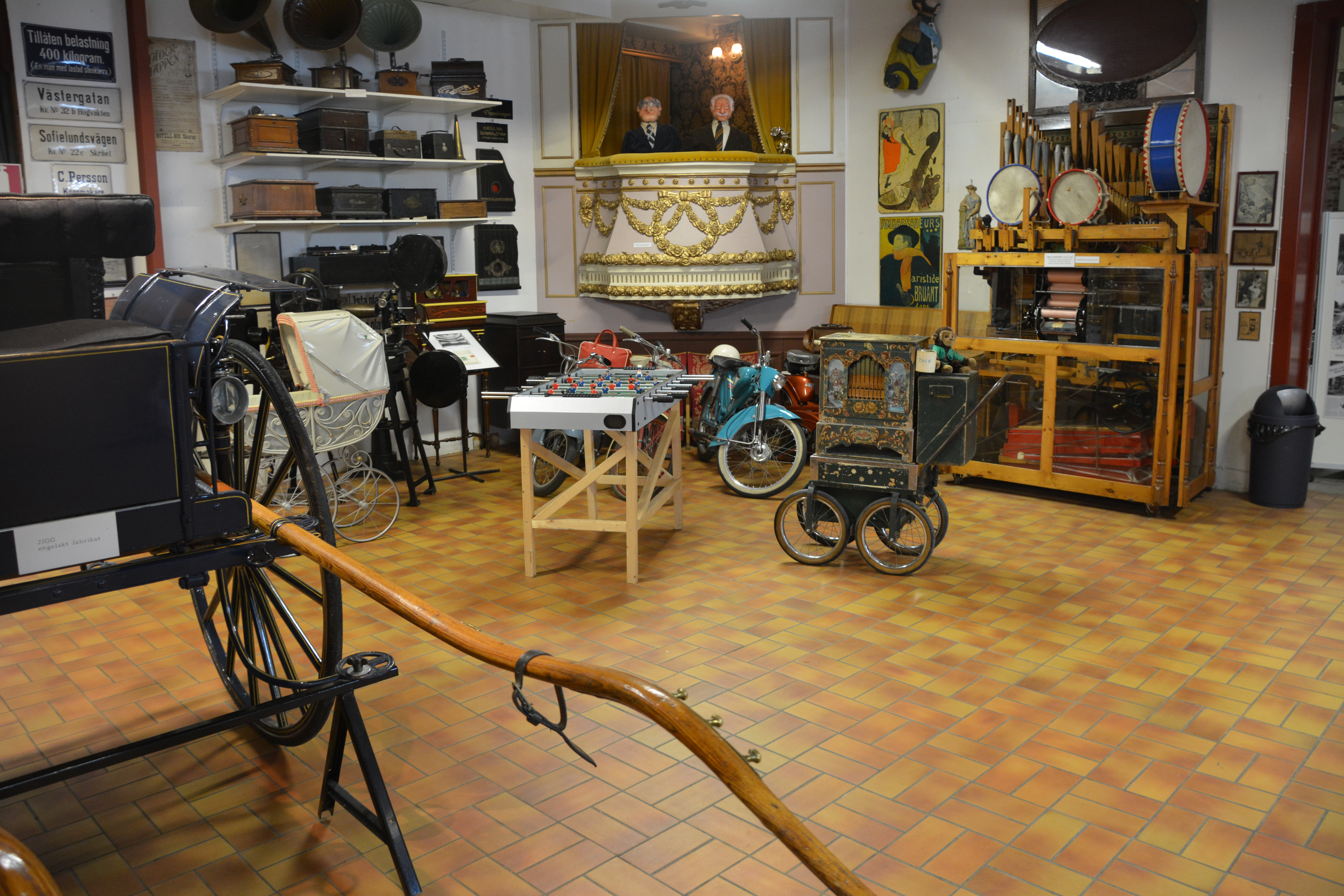
Interiör, Entréhallen